# Дивні
«Дивні» — український музичний гурт, створений у Львові.
Вперше зібралась на репетицію 2 вересня 1991 року.

## Склад
В свій час в групі грали:  Віталій Боднар, Левко Мартинюк, Василь Бурий, Ігор Білас, Станіслав Ковальчук, Ігор Войтович, Іван Добош, Сашко Гнатів, Валентин Миронюк, Богдан Стадник і Андрій Альфавіцький.
Всі учасники, крім барабанщиків, залишили свій слід як автори в репертуарі.

## Стиль
Стилістичний діапазон розтягується від рок-н-ролу і блюз-року через гітарний поп до академічної естради.

## Участь в фестивалях, творчість
Гурт брав участь на багатьох фестивалях, зокрема, «Червона Рута», «Рок-Екзистенція», «Остання Барикада», «Лемківська Ватра». Також виходили на сцену фестивалів «Славське Рок»,
«Підкамінь», «Левада-Дністер», та інших.
Пісня «Колись давно-прадавно», що вважається славнем фестивалю «Ту Стань!», була написана лідером гурту в часи участі в археологічних розкопках наскельної фортеці Тустань під керівництвом Михайла Рожка. Також гурт щороку бере участь у фестивалі української середньовічної культури «Ту Стань!».
Лідер гурту Віталій Боднар написав музику під слова Андрія Парубія «В спадок залишили нам батьки наші славні», що в подальшому стало славнем організації української молоді Спадщина.
«Дивні» виконували музичний супровід музичній групі Товариства «Патріот України», при записі на студій «ВЕЖА» альбому «Наші».
У березні 2009 року «Дивні» взяли участь у проекті «Наш Івасюк» та виконали декілька пісень Івасюка на концерті у Львівській Опері.
Також «Дивні» були учасниками творчого колективу фільму «Срібна Земля». Гурт виконав пісню «Я до леса не піду», що ввійшла до музичної збірки «Музика Срібної Землі».
Фронтмен гурту взяв участь у мистецькому презентованому «Дудариком» проекті «Очі в очі», виступивши у листопаді 2018 з ініціативи Дударика разом з іншими групами, з метою показати музику УСС та УГА сучасних ритмах та стилях.

## Дискографія

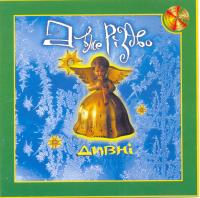
Обкладинка альбому «А вже Різдво»

В 98-му році львівська аудіокомпанія «Атяба» видала два CD-альбоми «Дивних»:
- «А вже Різдво»[15]

- «Глянь на мене»[16]